# Revolver (singel)
Revolver (z ang. rewolwer) – drugi i ostatni singel Madonny promujący składankę Celebration. W utworze gościnnie pojawia się amerykański raper Lil Wayne. Na singlu ukazała się też wersja zremiksowana przez Davida Guettę z jego utworem One Love.

## Lista utworów
- 2-track'owa edycja digital download iTunes[1]

1. "Revolver" (Madonna vs. David Guetta One Love Remix) – 2:59
2. "Celebration" (featuring Akon) – 3:55

- EU/USA/Argentine CD/Digital Maxi-Single[2]

1. "Revolver" (Madonna vs. David Guetta One Love Remix) [featuring Lil Wayne] – 3:16
2. "Revolver" (Madonna vs. David Guetta One Love Version) – 2:59
3. "Revolver" (Madonna vs. David Guetta One Love Club Remix) – 4:31
4. "Revolver" (Paul van Dyk Remix) – 8:35
5. "Revolver" (Paul van Dyk Dub) – 8:35
6. "Revolver" (Tracy Young's Shoot to Kill Remix) – 9:24
7. "Celebration" (Remix featuring Akon) – 3:55
8. "Celebration" (Felguk Love Remix) – 6:37

- EU/USA 12" Vinyl Single

1. "Revolver" (Madonna vs. David Guetta One Love Club Remix) – 4:31
2. "Revolver" (Paul van Dyk Remix) – 8:35
3. "Revolver" (Tracy Young's Shoot to Kill Remix) – 9:24
4. "Revolver" (Paul van Dyk Dub) – 8:35
5. "Revolver" (Madonna vs. David Guetta One Love Remix) [featuring Lil Wayne] – 3:16
6. "Celebration" (Remix featuring Akon) – 3:55
7. "Celebration" (Felguk Love Remix) – 6:37